# Timothy Cheruiyot
Timothy Cheruiyot (Bomet, 20 novembre 1995) è un mezzofondista keniota, campione mondiale dei 1500 metri piani a Doha 2019.

## Palmarès
| Anno | Manifestazione          | Sede       | Evento          | Risultato  | Prestazione | Note                                     |
| ---- | ----------------------- | ---------- | --------------- | ---------- | ----------- | ---------------------------------------- |
| 2015 | World Relays            | Nassau     | Staffetta mista | Argento    | 9'17"20     |                                          |
| 2015 | Mondiali                | Pechino    | 1500 m piani    | 7º         | 3'36"05     |                                          |
| 2016 | Campionati africani     | Durban     | 1500 m piani    | Argento    | 3'39"71     |                                          |
| 2017 | Mondiali                | Londra     | 1500 m piani    | Argento    | 3'39"99     |                                          |
| 2018 | Giochi del Commonwealth | Gold Coast | 1500 m piani    | Argento    | 3'35"17     |                                          |
| 2018 | Campionati africani     | Asaba      | 1500 m piani    | Argento    | 3'35"93     |                                          |
| 2019 | Mondiali                | Doha       | 1500 m piani    | Oro        | 3'29"26     |                                          |
| 2021 | Giochi olimpici         | Tokyo      | 1500 m piani    | Argento    | 3'29"01     |                                          |
| 2022 | Mondiali                | Eugene     | 1500 m piani    | 6º         | 3'30"69     | Miglior prestazione personale stagionale |
| 2022 | Giochi del Commonwealth | Birmingham | 1500 m piani    | Argento    | 3'30"21     | Miglior prestazione personale stagionale |
| 2023 | Mondiali                | Budapest   | 1500 m piani    | Semifinale | 3'37"40     |                                          |
| 2024 | Giochi olimpici         | Parigi     | 1500 m piani    | 11°        | 3'31"35     |                                          |

## Campionati nazionali
2014
- 7º ai campionati kenioti, 800 m piani - 1'47"38
- Bronzo ai campionati kenioti juniores, 800 m piani - 1'45"92

2015
- Argento ai campionati kenioti, 1500 m piani - 3'39"25

2016
- Argento ai campionati kenioti, 1500 m piani - 3'37"04

2017
- Oro ai campionati kenioti, 1500 m piani - 3'41"0

2018
- Oro ai campionati kenioti, 1500 m piani - 3'34"82

2019
- Oro ai campionati kenioti, 800 m piani - 1'43"11

2022
- 6º ai campionati kenioti, 1500 m piani - 3'37"81

2024
- 4º ai campionati kenioti, 1500 m piani - 3'40"23
- Bronzo ai campionati kenioti, 800 m piani - 1'45"65

2025
- Argento ai campionati kenioti, 1500 m piani - 3'37"28

## Altre competizioni internazionali
2015
- Bronzo al Prefontaine Classic ( Eugene), miglio - 3'55"80

2016
- Argento ai London Anniversary Games ( Londra), 1 miglio - 3'53"17
- Oro al Memorial Van Damme ( Bruxelles), 1500 m piani - 3'31"34

2017
- Vincitore della Diamond League nella specialità dei 1500 m piani / miglio
- Bronzo al Prefontaine Classic ( Eugene), miglio - 3'49"64
- Argento all'Herculis ( Monaco), 1500 m piani - 3'29"10
- Oro al Bauhaus-Galan ( Stoccolma), 1500 m piani - 3'30"77

2018
- Oro al Prefontaine Classic ( Eugene), miglio - 3'49"87
- Oro all'Herculis ( Monaco), 1500 m piani - 3'28"41
- Oro al Meeting de Paris ( Parigi), 1500 m piani - 3'29"71
- Oro allo Shanghai Golden Grand Prix ( Shanghai), 1500 m piani - 3'31"48
- Oro all'ISTAF Berlin ( Berlino), 1500 m piani - 3'32"37
- Vincitore della Diamond League nella specialità dei 1500 m piani / miglio

2019
- Oro al Prefontaine Classic ( Eugene), miglio - 3'50"49
- Oro all'Athletissima ( Losanna), 1500 m piani - 3'28"77
- Oro all'Herculis ( Monaco), 1500 m piani - 3'29"97
- Oro al Memorial Van Damme ( Bruxelles), 1500 m piani - 3'30"22
- Argento al Doha Diamond League ( Doha), 1500 m piani - 3'32"47
- Oro al Bauhaus-Galan ( Stoccolma), 1500 m piani - 3'35"79
- Vincitore della Diamond League nella specialità dei 1500 m piani / miglio

2020
- Oro all'Herculis ( Monaco), 1500 m piani - 3'28"45
- Oro al Bauhaus-Galan ( Stoccolma), 1500 m piani - 3'30"25
- 8º al Doha Diamond League ( Doha), 800 m piani - 1'46"78

2021
- Vincitore della Diamond League nella specialità dei 1500 m piani / miglio
- Bronzo al Prefontaine Classic ( Eugene), miglio - 3'51"17
- Oro all'Herculis ( Monaco), 1500 m piani - 3'28"28
- Oro al Doha Diamond League ( Doha), 1500 m piani - 3'30"48
- Oro al Weltklasse Zürich ( Zurigo) - 3'31"17
- Oro al Bauhaus-Galan ( Stoccolma), 1500 m piani - 3'32"30

2022
- Bronzo al Prefontaine Classic ( Eugene), miglio - 3'50"77
- Argento al Weltklasse Zürich ( Zurigo) - 3'30"27
- 7º all'Athletissima ( Losanna), 1500 m piani - 3'32"91
- Argento al Doha Diamond League ( Doha), 1500 m piani - 3'36"16

2023
- 5º al Doha Diamond League ( Doha), 3000 m piani - 7'36"72
- 4º ai Bislett Games ( Oslo), 1500 m piani - 3'29"08
- 8º ai London Anniversary Games ( Londra), 1500 m piani - 3'31"44

2024
- Argento al Doha Diamond League ( Doha), 1500 m piani - 3'32"67
- Argento ai Bislett Games ( Oslo), 1500 m piani - 3'29"77
- Argento all'Herculis ( Monaco), 1500 m piani - 3'28"71
- Argento al Memorial Van Damme ( Bruxelles), 1500 m piani - 3'30"93
- 11º alla Weltklasse Zürich ( Zurigo), 1500 m piani - 3'33"13

2025
- 7º al Prefontaine Classic ( Eugene), miglio - 3'47"71
- 4º ai Bislett Games ( Oslo), miglio - 3'49"06
- Argento al Golden Gala Pietro Mennea ( Roma), 1500 m piani - 3'29"75
- Argento al Kamila Skolimowska Memorial ( Chorzów), 1500 m piani - 3'33"35